# Sos mi vida
Sos mi vida est une telenovela argentine en 231 épisodes de 60 minutes, produite par Pol-ka, sur une idée originale d'Adrian Suar, et diffusée entre le 16 janvier 2006 et le 9 janvier 2007 sur Canal 13.
Cette fiction a été le programme le plus regardé de l'année 2006 en Argentine. Il a été vendu dans près de 60 pays dans le monde, surtout d'Europe de l'Est et dans toute l'Amérique.

## Synopsis
Esperanza Muñoz surnommée « La Monita » est boxeuse ; son entraîneur Quique est son petit ami. Elle en a assez de la façon dont il gère sa carrière, et leur relation s'envenime. Mais rien ne lui permet de faire une pause, car elle vit avec Nieves, la mère de Quique, dans le même conventillo de La Boca.
À l'autre extrémité de l'échelle sociale, Martin Quesada, jeune et puissant entrepreneur de la construction, est déjà veuf et vit avec Constanza Insua. C'est aussi un ancien champion de formule 1. Mais sa vie n'étant comblée ni par sa compagne ni par son travail, il s'intéresse à une fondation pour les orphelins.
« La Monita » cherche elle aussi à changer de vie. Kimberly son amie lui dit que là où elle travaille il manque une employée… C'est ainsi que « la Monita » arrive dans l'entreprise de Martin et qu'ils se voient pour la première fois…

## Distribution
- Natalia Oreiro : Monita (Esperanza Muñoz)
- Facundo Arana : Martin Quesada
- Griselda Siciliani : Debi (Debora Quesada)
- Carla Peterson : Constanza Insua
- Marcelo Mazzarello (es) : Miguel Quesada
- Mónica Ayos (es) : La Turca
- Carlos Belloso (es) : Quique (Enrique Ferriti)
- Fabiana García Lago (es) : Kimberly
- Elías Viñoles (es) : Jose
- Claudia Fontán (es) : Mercerdes
- Alejandro Awada (es) : Alfredo Uribe
- Dalma Milebo (es) : Nieves
- Adela Gleijer (es) : Rosa
- Thelma Fardín : Laura
- Ornella Fazio (es) : Coki
- Rodrigo Rodriguez : Eduardo

## Autres versions
- Un gancho al corazón (Televisa, 2008-2009) avec Sebastián Rulli et Danna García.

### Sources
- (es) Cet article est partiellement ou en totalité issu de l’article de Wikipédia en espagnol intitulé « Sos mi vida » (voir la liste des auteurs).